# Pietisme
Pietisme (fra det latinske ord pietas (Gudsfrygt, fromhed)) er en kristen bevægelse med vægt på fromhed og en levende, personlig tro.
Bevægelsen opstod inden for den lutherske kirke i slutningen af 1600-tallet i tysktalende områder. I begyndelsen af 1700-tallet kom bevægelsen til Danmark-Norge, hvor den vandt størst udbredelse under Christian 6., der regerede i perioden 1730-1746, og som selv var pietistisk indstillet.
I dansk sammenhæng er pietismen i særlig grad forbundet med personer som Hans Egede (1686-1758), Hans Adolph Brorson (1694-1764) og Erik Pontoppidan den yngre (1698-1764).

## Oprindelsen
Pietismen opstod i slutningen af 1600-tallet som som en reaktion mod 1600-tallets lutherske ortodoksi, der fremhævede ”den rene lære”. Pietismen kritiserede ortodoksien for at lægge ensidig vægt på det institutionelle og det dogmatiske, og for at glemme den levende tro. Ortodoksiens tro var blevet gold og bar ingen frugt.
Pietismen var således kritisk over for den officielle lutherske kirke. Den ønskede at understrege det personlige i højere grad end det institutionelle. Den lærte, at kristendom først og fremmest er noget personligt. Den enkelte skal afgøre sig over for det centrale i kristendommen: anerkendelsen af sin egen syndighed og troen på Guds nåde ved Jesus Kristi offerdød for menneskenes skyld. I forhold hertil er institutioner som kirke og sakramenter underordnede.
Pietismen var en reaktion på den døde ”vanekristendom”, der havde udviklet sig i kølvandet på ortodoksien. Den ønskede at lægge vægten på den kristne livsførelse. Det var ikke nok at have den rigtige tro; troen skulle leves i handling. Den sovende kristenhed skulle vækkes til en personlig og aktiv kristentro.
For pietisterne var genfødelsen et afgørende begreb. Genfødelsen skulle foregå ved en pludselig omvendelse, hvor man vendte sig fra et verdsligt liv til et liv som ægte kristen. Før omvendelsen skulle man gennemgå en bodskamp, hvorunder man skulle knuses af erkendelsen af sin synd. Efter omvendelsen skulle man leve et helt nyt liv. Der skulle ske en helliggørelse hos den omvendte. Helliggørelsen indebar, at man skulle undgå ”verdslige” bekæftigelser som dans, teater og andet, der kunne lede én bort fra det egentlige i tilværelsen: livet med Gud.
Den grundlæggende pietistiske lære blev første gang formuleret af Philipp Jacob Spener (1635-1705), der er blevet kaldt ”lutherdommens anden reformator”. Det skete i hans bog fra 1675 Pia Desideria (lat. Fromme ønsker). Bogen gav anledning til, at bevægelsen fik navnet ”pietismen” (”fromhedsbevægelsen”), og den blev et programskrift for bevægelsen. Speners kongstanke var, at kristne ikke blot skulle mødes i kirken, men også ved møder i hjemmene (de såkaldte konventikler). Dér skulle man sammen læse og studere i Bibelen. Der var en tilbøjelighed til at foretrække konventiklerne frem for menigheden i kirken. Kristendommen skulle ikke være et præstevælde, men et levende og kærligt liv.

## Pietistiske retninger
Efter Speners død i 1705 skete der en udspaltning af pietismen i forskellige retninger. Disse retninger havde dog det tilfælles, at de lagde vægt på, at man skulle praktisere et individuelt fromhedsliv, og at de talte om den lille kirke inde i den store kirke (på latin: ”ecclesia in ecclesia”). Hermed sigtede de til, at der i kirken var en gruppe mennesker, der var virkelig kristne i sammenligning med de ”vanekristne”.

### Hallenser-pietismen
Hallenser-pietismen blev grundlagt af præsten August Hermann Francke (1666-1722) i Halle i det centrale Tyskland. Retningen lagde vægt på praktisk fromhed, aktivitet, karakterstyrke, mission og undervisning.
Franckes egen hårde omvendelseshistorie blev normgivende for alle andre omvendelser. Det skulle være muligt præcist at kunne pege på et syndigt “før”, et forklaret “nu”, og et vakt “efter”.
Francke skabte et kraftcenter for denne form for pietisme i Halle ved sin udadrettethed og ved at oprette skoler og fattighuse. Som noget nyt i luthersk sammenhæng blev der udsendt missionærer til udlandet, blandt andet missionæren Bartholomäus Ziegenbalg, der blev udsendt i 1705.
Hallenser-pietismen var statskirkeligt orienteret og derfor knyttet til konge og kirke. I Danmark kom den især frem fra 1730. På den baggrund trådte Speners konventikeltanke i baggrunden.

### Radikalpietismen
I slutningen af 1600-tallet opstod radikalpietismen. Den var nært knyttet til reformationstidens sværmerbevægelser. Radikalpietismen forenede mystisk religiøsitet med en stærk kritik af de bestående kirker, som den forlod. Retningen var inspireret af kvækerne. Ifølge radikalpietismen er tro inderlighed; man behøver ikke noget ydre. De mest yderliggående radikalpietister havde end ikke behov for Bibelen. Blandt de radikale pietistiske bevægelser kan nævnes tunkere, inspirerede og zioniter.

## Pietismen i Danmark
Kirken var en vigtig del af kongens magt, så pietismen var egentlig en trussel mod den enevældige konge i kraft af dens mulige afstandtagen til kirken. Men kong Christian 6. (1699–1746) var personligt grebet af pietismen. Den Herrnhutiske Brødremenighed, der var en udløber af pietismen, satte derfor stor lid til Danmark, som var et missionsivrigt land med et pietistvenligt hof. I 1731 blev stifteren af brødremenigheden, Grev Zinzendorf, modtaget i København af Christian 6. og modtog Dannebrogordenen. Men greven var for frembrusende over for kongen. Denne valgte derfor i 1733 Halle-pietismen som den retning, der skulle dominere i Danmark, da den var mere kongetro.
I København var der en pietistisk menighed med Vajsenhus-præsten Eneold Ewald som den ledende skikkelse. Fra statens side frygtede man dog, at de pietistiske konventikler ville blive en trussel mod statskirken. Derfor udstedte Christian 6. i 1741 et dekret - Konventikelplakaten - som forbød konventikler uden sognepræstens samtykke og tilstedeværelse.
Konventikelplakaten stod ved magt indtil Grundloven af 1849. Dermed var der lukket af for de radikale pietister, men Brødremenighedens stille virke rundt omkring i landet var tilladt, hvis det skete med sognepræstens godkendelse.
Da Halle-pietismen var knyttet så meget til Christian 6., døde den langsomt ud efter hans død. Man kan sige, at pietismen fra oven døde med kongen. Den overlevede dog i forskellig litteratur (især i Pontoppidans katekismusforklaring Sandhed til Gudfrygtighed). Den fik endvidere en opblomstring i 1800-tallet som en slags pietisme fra neden med de gudelige vækkelser.